# Slöinge
Slöinge est un village et paroisse en Halland, Suède. Le village a une population de 1 095 habitants (2018).
En 1991, des archéologues y ont trouvé les restes d'un manoir d'un chef datant du Moyen Âge,,. La première mention de Slöinge date de 1396 (comme « Slönge »).

## Personnalités liées à la localité
- Ulf Nilson (né le 25 mars 1933 à Slöinge), journaliste.
- Stellan Bengtsson (né le 26 juillet 1952), joueur de tennis de table.
- Hans Hoff (né en 1963), député SAP du comté de Halland depuis 1999[6],[7].